# میخائیل پرلمن
میخائیل پرلمن (به انگلیسی: Mikhail Perlman) ژیمناست زادهٔ ۲۳ مارس ۱۹۲۳ میلادی اهل کشور شوروی است.